# 横塘南朝墓
横塘南朝墓位于中国广西壮族自治区桂林市七星区朝阳乡桂磨公路东侧横塘岭。
1984年在该处清理了3座墓葬，西距桂大公路（今桂磨公路）45米，墓间相距5米，呈南北向“凸”字形，为券顶单室砖墓。其中1号墓保存良好，由长方形和拱形褐红色砖砌成，饰有绳纹；共出土36件器物，包括玻璃珠、青瓷碗、青瓷圆盘、青瓷唾壶、青瓷鸡首壶、滑石猪、滑石香蕉等。2号墓出土53件器物，其中玻璃珠、青瓷碗、青瓷圆盘、青瓷鸡首壶与1号墓相同，另有铁剪刀、青瓷四系罐、滑石冥钱、滑石男俑、滑石猪雕器座及一枚带字的锈蚀严重的铜钱。3号墓较小，破坏严重，出土6件器物，有一件滑石雕双女俑。墓均为南朝常见形制，出土的滑石香蕉颇有地方特点。